# Matthew T. Abruzzo
Matthew T. Abruzzo (* 30. April 1889 in Brooklyn, New York; † 28. Mai 1971 in Potomac, Maryland) war ein US-amerikanischer Jurist. Nach seiner Berufung durch Präsident Franklin D. Roosevelt fungierte er von 1936 bis 1966 als Bundesrichter am Bundesbezirksgericht für den östlichen Distrikt von New York.

## Werdegang
Matthew Abruzzo wurde im damals noch eigenständigen Brooklyn geboren, das einige Jahre später nach New York City eingemeindet wurde. Nach seinem Schulabschluss besuchte er die Brooklyn Law School, an der er 1910 den Bachelor of Laws erwarb. Anschließend praktizierte er bis 1936 in Brooklyn als Rechtsanwalt. Außerdem war er als Rechtsreferendar für Bundesrichter Martin Thomas Manton tätig. Abruzzo gehörte der Demokratischen Partei an, bekleidete aber nie ein politisches Amt.
Am 3. Februar 1936 wurde Abruzzo durch Präsident Roosevelt zum Richter am United States District Court for the Eastern District of New York ernannt; damit übernahm er einen zuvor neu eingerichteten Sitz. Nach der Bestätigung durch den US-Senat, die am 12. Februar erfolgte, konnte er drei Tage darauf sein Amt antreten. Genau 30 Jahre später, am 15. Februar 1966, wechselte er in den Senior Status und ging damit faktisch in den Ruhestand. Sein Sitz fiel an Anthony J. Travia. Er starb am 28. Mai 1971 in Potomac an den Folgen eines Herzinfarktes und wurde auf dem Friedhof Holy Cross in Brooklyn beigesetzt.